# ボートピア釧路
ボートピア釧路（ボートピアくしろ）は、宮島競艇施行組合が北海道白糠郡白糠町に設置していた競艇場外発売場。

## 来歴
1989年5月に東京の経営コンサルタント会社が白糠町に競艇・競輪場外発売場の新設を打診、その後白糠町の千葉清町長（当時）が場外発売場の積極的誘致の意向を示した。モーターボート競争法施行規則改正に伴う場外売場の制度化をきっかけに1989年時点では白糠のほか札幌市・名寄市・東神楽町・美幌町・音更町で舟券売場の計画が存在していた。
1991年6月には千葉町長が宮島競艇場の場外発売場の設置を表明、1992年には白糠町長選にて場外発売場の建設が争点となるも賛成派の千葉が再選、1993年7月に着工し、1994年4月22日に竣工、北海道初の競艇場外発売場として23日に開業。宮島競艇施行組合が運営し、宮島競艇場のレース映像をデジタル圧縮して衛星通信を用いて伝送し地上回線よりも安価にレース映像の配信を行い、同競艇場の年間180日間のレースを発売した。
当初は1日あたりの目標として売上1900万円・入場者770人と見込んだものの初年度の1日平均売上535万円・来場者263人をピークに低迷し約18億円の累計赤字を抱え、競馬・競輪など競合するギャンブル施設が多く発展性が薄いことや、設置後もギャンブル施設を理由にした反対が根強かったとして、宮島競艇施行組合が1999年4月に撤退の方針を決定、6月18日-23日開催の一節を最後に、6月23日をもって閉鎖。開業から5年2ヶ月の短期間で競艇場外発売場としては全国初の撤退に至った。その後所有会社が町税を滞納したため、2001年に白糠町が土地建物を差し押さえている。
2024年9月9日、白糠町は定例町議会において旧ボートピア釧路の建物所有者となっている法人代表と連絡が取れず、撤去や活用のめどが立っていないことを明らかにした。同法人の町税滞納額は1998年度から2020年度までで1億1900万円となっている。

## 施設
施設は総工費26億円を投じ敷地面積15,817平米・鉄筋コンクリート平屋建て一部2階建て・延床面積2000平米とし、館内には160インチの16面マルチビジョンや2連テレビ12基を設け、帯広市の不動産会社「ヤマクラ」から賃貸していた。

## 関連番組
- FMくしろの夕方帯番組「夕焼けストリート」にて、ボートピア釧路提供のコーナーが放送されていた[16]。

## アクセス
- JR庶路駅・大楽毛駅付近から約8km。
- くしろバス白糠線「ボートピア釧路」バス停（閉鎖後は「釧白団地」に改称[17]）
- 営業日は釧路駅から無料バス運行[18]。